# Brhlík korsický

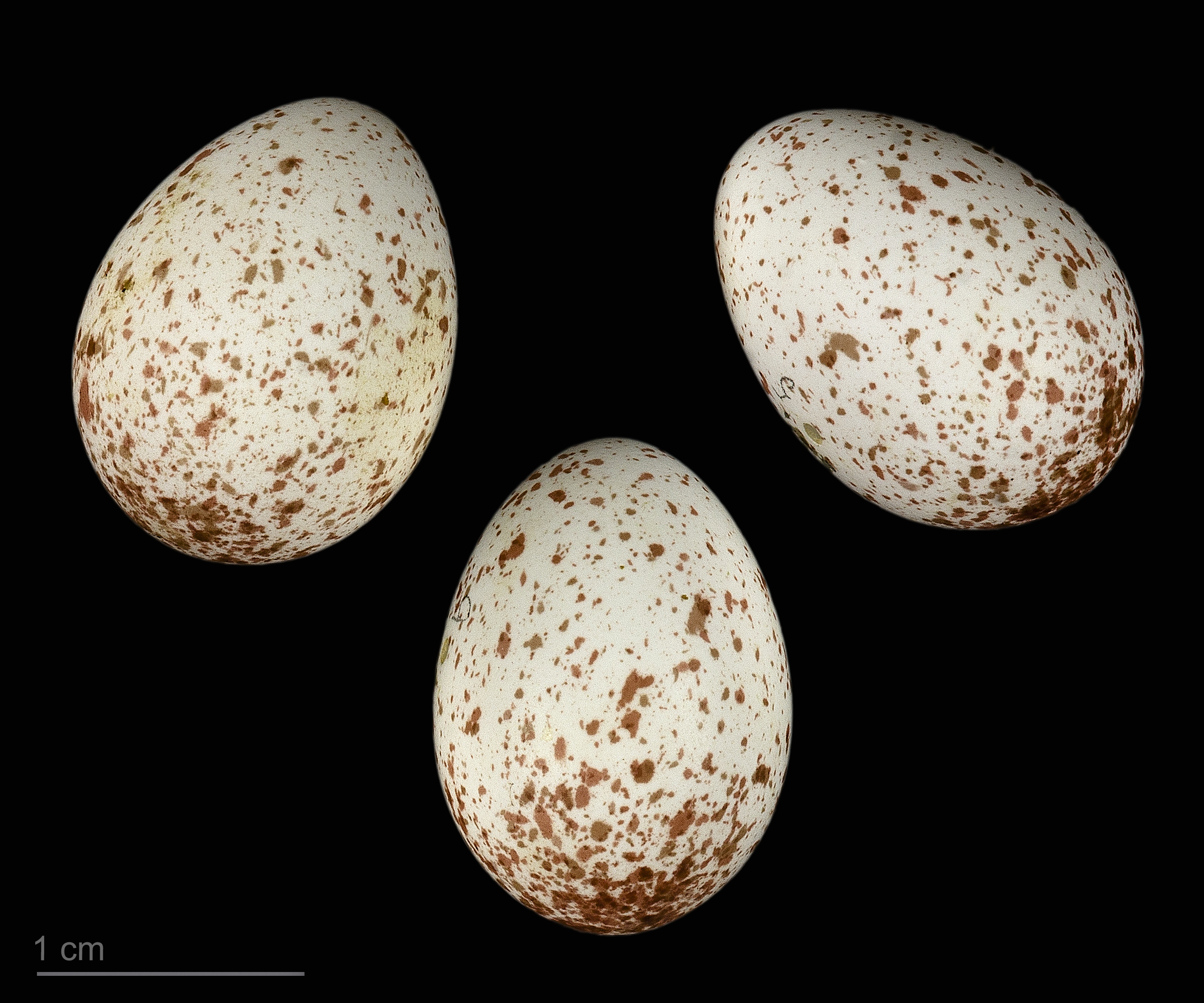
Sitta whiteheadi

Brhlík korsický (Sitta whiteheadi) je malý pěvec z čeledi brhlíkovitých, jenž je endemický na Korsice. Bionomické jméno dostal na počest anglického přírodovědce a sběratele ptačích vycpanin Johna Whiteheada, který poprvé prokázal jeho existenci v červnu roku 1883.

## Popis
Na délku měří 12 až 13 centimetrů, rozpětí křídel se rovná 21 až 22 centimetrům. Žije po celý rok především v borovicových lesích, tvořených borovicí korsickou. Potravu, kterou tvoří semena borovic a drobní členovci, hledá většinou v párech. Během podzimního období hledá nejčastěji semena, která si ukrývá pod kůrou stromů a zásobuje se tak na zimu. Brhlík korsický klade nejčastěji pět až šest vajec v období od dubna do května, mláďata hnízdo opouštěji přibližně 22 dnů po vylíhnutí.